# セイロンマンリョウ
セイロンマンリョウ（学名：Ardisia elliptica）は、ヤブコウジ科に分類される植物の一種。別名ウミベマンリョウ、コウトウタチバナ。

## 分布
スリランカ、インド西岸、マレーシア、インドシナ半島、インドネシアを原産地とする。北アメリカ、ハワイなどに移入分布する。

## 特徴
常緑低木で、樹高は5mほど。葉の形は楕円形もしくは倒卵形で、互生する。花は薄桃色で、果実は熟すと暗紫色となる。
熱帯の森林や海浜に生育する。耐陰性があり、日光のあまりあたらない場所でも生存できる。

## 外来種問題
本種は適応力や繁殖力が高く、群落を容易に形成する。本種が外来種として定着している地域では、在来植物の生育を大きく阻害し問題となっている。そのため、国際自然保護連合によって世界の侵略的外来種ワースト100に選定されており、駆除も行われている。日本では野生化はしておらず観賞用に栽培されているだけであるが、外来生物法により要注意外来生物に指定されている。

## 民間療法
マレーシアでは葉の煎汁が胸の痛みを和らげると言われており、葉のペーストはヘルペスや麻疹の治療に使われる。タイでは果実が発熱を伴った下痢に用いられる。東南アジアで、葉は疥癬、果実は腸内寄生虫に対して用いられる。